# Rete tranviaria di Samarcanda
La rete tranviaria di Samarcanda è una rete tranviaria che serve la città uzbeca di Samarcanda.

## Storia
I lavori di costruzione della tranvia iniziarono nell'ottobre 2016 e procedettero con estrema rapidità; la linea 1 venne inaugurata il 15 aprile 2017.
Il 18 marzo 2018 venne attivata la linea 2.

## Caratteristiche
La rete è lunga 11,4 km.

## Materiale rotabile
Sulla linea sono in servizio 18 vetture del modello Vario LF acquistati dalla rete di Tashkent soppressa nel 2016.